# 糖果合唱團
糖果合唱團（日语：キャンディーズ，羅馬化：Kyandīzu，Candies）是一個日本女偶像合唱團，活躍於1970年代。糖果合唱團由伊藤蘭、田中好子和藤村美樹三位東京音樂學院少女組成。剛開始時田中好子為主唱，後由伊藤蘭取代；著名歌曲有《風》、《春一番》、《夏天來了》、《卒業》、《仁慈魔鬼》、《大約在20歲》等。曾連續三年出席NHK紅白歌唱大賽（第26、27及28回）。糖果合唱團在1977年7月人氣極盛時宣佈解散，伊藤蘭淚流滿面地代表三人說希望過平凡女性的生活。

## 年表
- 1973年4月7日：宣布成立。
- 1977年7月17日：宣布解散。
- 2011年4月21日：成員之一田中好子因乳癌逝世，享年五十五歲。[2]

## 註解
1. ↑  .   [2011-08-21].[永久]
2. ↑  . 《蘋果日報》. 2011年4月22日  [2011-08-21].

## 外部連結
- .   [2011-08-21].[永久]
- .   [2011-08-21]. （原始内容存档于2013-05-17）.
- .   [2011-08-21]. （原始内容存档于2020-02-16）.